# Sigrid (chanteuse)
Pour les articles homonymes, voir Sigrid (homonymie).
Sigrid Solbakk Raabe, dite Sigrid, est une chanteuse norvégienne. Elle atteint un succès international en 2017 avec son single Don't Kill My Vibe, puis avec Strangers.  En janvier 2018, elle a remporté le prix The Sound of 2018 de la BBC.

## Biographie
Sigrid est née le 5 septembre 1996 à Ålesund en Norvège. Elle a deux sœurs, Johanne et Emma, et un frère, Tellef, qui est aussi musicien. Elle a déclaré que ses influences musicales sont Joni Mitchell, Adele et Neil Young.

## Carrière

### 2013-2015
Le premier single de Sigrid, Sun, est sorti en 2013. En Norvège, Sun sera considéré comme la chanson qui la révélera au grand public. En 2014, elle signe un contrat avec Petroleum Records et se produit à Øyafestivalen, un festival de musique en Norvège.

### Depuis 2016
Sigrid signe par la suite un contrat avec Island Records en 2016. Son premier single avec ce label, Don't Kill My Vibe, sort l'année suivante. La chanson rencontre un vrai succès en Norvège, en Australie et au Royaume-Uni. Sigrid se produit à Glastonbury, un festival à la ville anglaise du même nom. La bande son pour le jeu vidéo Les Sims 4 inclût une version de sa chanson, Don't Kill My Vibe, dans la langue parlée par les Sims . Elle s'est également produite au Reading Festival en août 2017. La même année, la bande son du film Justice League  incorpore sa reprise de la chanson Everybody Knows de Leonard Cohen. En janvier 2018, elle remporte le prix The Sound of 2018 de la BBC.

## Discographie

### Albums studio
- 2017 : Don't Kill My Vibe (EP)
- 2018 : Raw (EP)
- 2019 : Sucker Punch (album)
- 2022 : How To Let Go (album)

### Singles
- 2017 : Don't Kill My Vibe
- 2017 : Plot Twist
- 2017 : Strangers
- 2017 : Everybody Knows
- 2018 : Raw
- 2018 : High Five
- 2018 : Schedules
- 2018 : Sucker Punch
- 2019 : Don't Feel Like Crying
- 2019 : Mine Right Now
- 2019 : Home To You
- 2021 : Mirror
- 2021 : Burning Bridges
- 2022 : Head on Fire (ft. Griff)
- 2022 : It Gets Dark
- 2022 : Bad Life (ft. Bring Me The Horizon)